# 湖北香椿
湖北香椿（学名：Toona sinensis var. hupehana）为楝科香椿属下的一个变种。

## 扩展阅读
- 維基物種上的相關：湖北香椿